# Calafat
|  | Per a altres significats, vegeu «Circuit de Calafat». |

|  | Per a altres significats, vegeu «Calafat (Romania)». |

Calafat és un nucli de població del municipi de l'Ametlla de Mar, al Baix Ebre. Està format per una immensa urbanització moderna, sorgida on antigament hi va haver un taller per la construcció de vaixells de pesca.
La urbanització limita amb el terme municipal de Vandellós i l'Hospitalet de l'Infant i compta amb un port esportiu.